# Murosternum mocquerysi
Murosternum mocquerysi là một loài bọ cánh cứng trong họ Cerambycidae.